# Thereva obscuripes
Thereva obscuripes är en tvåvingeart som beskrevs av Krober 1913. Thereva obscuripes ingår i släktet Thereva och familjen stilettflugor. Inga underarter finns listade i Catalogue of Life.